# Anna Maria Damm
Anna Maria Damm (* 11. April 1996 in Neuenbürg) ist eine deutsche Influencerin und ehemaliges Fotomodell. Sie nahm 2013 an der Castingshow Germany’s Next Topmodel teil und erreichte den fünften Platz.

## Leben
Als Tochter einer philippinischen Mutter wanderte Damm im Alter von drei Jahren mit ihrer Familie auf die Philippinen aus. Die Initiative dazu war von ihrem deutschen Vater ausgegangen. Nach einem Aufenthalt von sechs Jahren und der Trennung ihrer Eltern kehrte sie mit ihrer Mutter und ihrer Schwester wieder nach Deutschland zurück.
2013 nahm Damm an der achten Staffel von Germany’s Next Topmodel teil, bei der sie in der Endrunde den fünften Platz belegte. Seitdem hat sie sich als Lifestyle-Bloggerin und Videobloggerin in verschiedenen sozialen Netzwerken betätigt.
Sie hatte 2020 rund 1,6 Millionen Follower auf Instagram. Auf YouTube hat sie zwei Kanäle: „Anna Maria Damm“ mit mehr als 600.000 Abonnenten und zusammen mit ihrer Schwester Katharina Damm den Kanal „Ankat“ mit mehr als 400.000 Abonnenten.
Im Jahr 2014 spielte Damm im Spielfilm Bibi & Tina: Voll verhext! die Rolle der Vampirella. 2016 wurde ihre erste Single, Too lost in you, veröffentlicht.
Seit 2013 ist sie mit Julian Gutjahr liiert. 2023 erfolgte die Verlobung. Im Juni 2018 wurden sie Eltern einer Tochter. Im April 2023 wurden sie erneut Eltern einer Tochter. Im August 2024 folgte dann die Hochzeit.